# 克魯爾斯群島
克魯爾斯群島（英語：Cruls Islands）是南極洲的群島，處於羅卡群島以西2公里，屬於威廉群島的一部分，由比利時探險隊發現，現時由南極條約體系管理。